# Pulau Sumedang
Pulau Sumedang is een bestuurslaag in het regentschap Belitung van de provincie Bangka-Belitung, Indonesië. Pulau Sumedang telt 434 inwoners (volkstelling 2010).